# Bande des 1,25 mètre
La bande 220 MHz, désignée aussi par sa longueur d'onde : 1,25 mètre, est une bande du service radioamateur destinée à établir des radiocommunications de loisir. Cette bande est utilisable en permanence pour le trafic radio local et pour le trafic radio relayé.

## La bande des 1,35 mètre dans le monde
- la bande des 1,35 mètre est de 220 à 225 MHz en Amérique  et au Groenland, (UIT région 2)[1].
- Dans les départements français d'outre-mer et Territoires français la bande est partagée avec les télécommandes télémesures, téléalarmes[2].
- Départements d'outre-mer :
- Guyane française
- Guadeloupe
- Martinique
- Collectivités d'outre-mer :
- Saint-Barthélemy
- Saint-Martin
- Saint-Pierre-et-Miquelon

## La manœuvre d’une stationradioamateur
- L’émission radioamateur dans la bande des 1,25 mètre depuis la France métropolitaine n’est pas autorisée.

## Répartition des fréquences de la bande 220 à 225 MHz
| Sous bande Radioamateur au Canada en MHz | 220.000 à 221.950 | 222.000 à 222.050 | 222.050 à 222.100 | 222.100 à 222.275 | 222.275 à 222.300 | 222.310 à 223.370 | 223.390 à 223.490 | 223.490 à 223.590 | 223.590 à 223.890 | 223.910 à 225.000 |
| ---------------------------------------- | ----------------- | ----------------- | ----------------- | ----------------- | ----------------- | ----------------- | ----------------- | ----------------- | ----------------- | ----------------- |
| Mode d'émission radio                    |                   |                   |                   |                   |                   |                   |                   |                   |                   |                   |

Légende des couleurs
|  | Numérique, paquets, certains canaux en duplex UHF                                           |
|  | Réservé pour les Radioamateurs par réflexion sur la lune EME                                |
|  | Radiotélégraphie (CW), fréquence d'appel 222.100 MHz                                        |
|  | Radiotéléphonie fréquence d'appel en 222.200 MHz en USB                                     |
|  | Balises                                                                                     |
|  | Sortie relais FM de 223.910 à 225.000 MHz et entrée relais (-1.6 MHz) 222.310 à 223.370 MHz |
|  | Digimodes                                                                                   |
|  | radiotéléphonie simplex en FM                                                               |

## Les antennes
Les antennes les plus utilisées sur cette bande :
- Antenne Yagi
- Antenne quad
- Antenne losange
- Antenne log-périodique
- Antenne hélice axiale
- Antenne parabolique
- Réseaux d'antennes
- Antenne colinéaire
- Antenne ground plane
- Antenne fouet
- Antenne fouet hélicoïdale (mobile) ;
- Antenne dipolaire ou dipôle
- Antenne dièdre

## La propagation locale

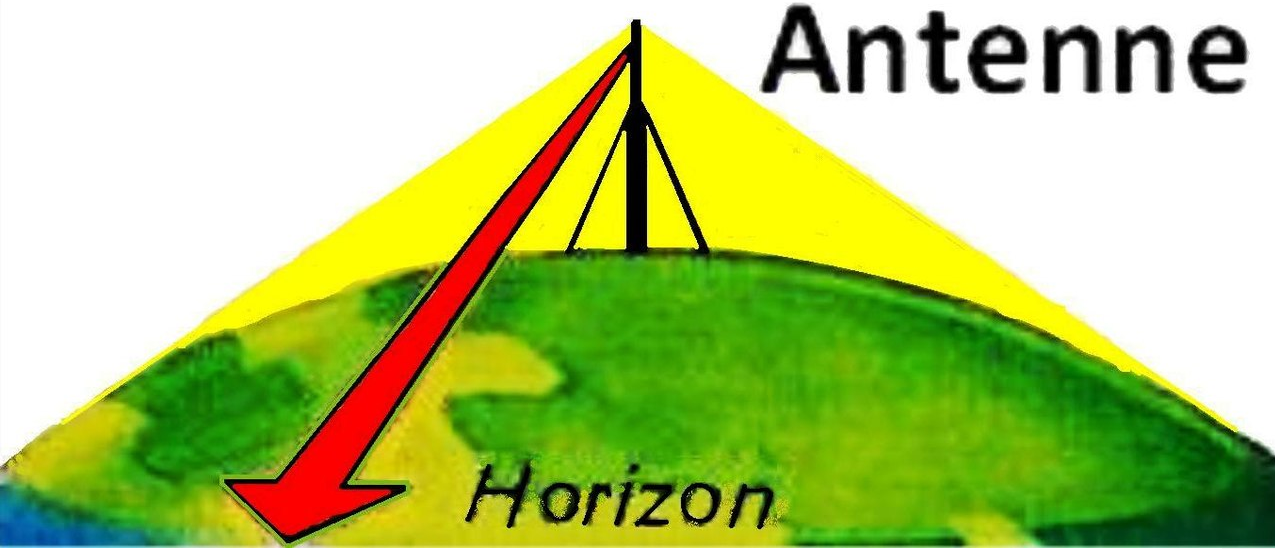
Propagation locale sur la bande VHF

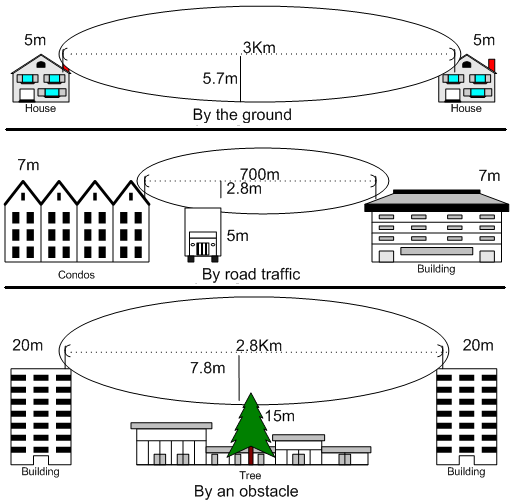
Propagation locale sur la bande VHF

La propagation est dans une zone de réception directe (quelques dizaines de kilomètres) en partant de l’émetteur.
- La propagation est comparable à celle d’un rayon lumineux.
- Les obstacles sur le sol prennent une grande importance.
- En absence d'obstacles, la portée radio est fonction de la courbure de la terre et de la hauteur des antennes d’émission et de réception selon la formule:

- {\displaystyle d=3,5\times \ ({\sqrt {h1}}\ +{\sqrt {h2}})}
- d est la portée radio en km (sans obstacles intermédiaires.)
- h1 est la hauteur de l’antenne d’émission en mètres au-dessus de la hauteur moyenne du sol.
- h2 est la hauteur de l’antenne de réception en mètres au-dessus de la hauteur moyenne du sol.

## La propagation au-delà de l’horizon

Schéma des corps utilisables pour les réflexions.

Cependant on observe des réceptions sporadiques à grande distance :
- Ouvertures par propagation sporadique E assez fréquentes entre juin et juillet et moins fréquentes entre décembre et début janvier chaque année.
- Réflexion sur les aéronefs vers toutes les stations VHF en vue directe de cet aéronef.
- Réflexion sur des bâtiments vers toutes les stations VHF en vue directe de ces bâtiments.…
- Réflexion volontaire sur la lune vers tous pays en vue directe de cet astre (sans couverture nuageuse).
- Diffusion et réfraction atmosphérique en fonction de certaines conditions.
- Troposphérique[4].
- Aurores boréales depuis le 45e parallèle dans l’hémisphère Nord.